# München (Schiff, 1905)
Die München war ein Kleiner Kreuzer der deutschen Kaiserlichen Marine. Er war das fünfte Schiff der Bremen-Klasse. Die Taufe wurde am 30. April 1904 in Anwesenheit von Prinz Ludwig von Bayern durch den Ersten Bürgermeister Münchens, Hofrat Freiherr von Borscht, vollzogen. Die Indienststellung folgte am 10. Januar 1905.

## Friedenseinsätze
Nach Abschluss aller Erprobungen löste die München den Kleinen Kreuzer Nymphe als Versuchsschiff bei der Torpedoinspektion ab. Vom 9. Dezember 1906 bis zum 21. Juni 1907 wurde das Schiff in der Kaiserlichen Werft Wilhelmshaven überholt. Danach wohnte der Kaiser auf der München der Vorführung des Unterseebootes U 1 bei. Im August und September 1908 gehörte der Kreuzer zur III. Aufklärungsgruppe, die aus Reserveeinheiten bestand und nahm an den Herbstmanövern teil. Im Februar 1910 rammte das Torpedoboot S 122 die München in Höhe des Maschinenraums.

## Kriegseinsätze
Im Ersten Weltkrieg gehörte die München ab dem 25. August 1914 zur IV. Aufklärungsgruppe. Zu Anfang in der Ostsee eingesetzt, wurde sie drei Tage später während des Gefechtes bei Helgoland mit der Danzig durch den Kaiser-Wilhelm-Kanal in die Nordsee verlegt. Es folgten diverse Vorstöße sowie die Teilnahme am Gefecht auf der Doggerbank am 24. Januar 1915. Danach wurde die München wieder in die Ostsee verlegt. Dort unternahm das Schiff mehrere Vorstöße in die Nähe der Insel Gotland. Hierbei kam es zu Gefechtsberührungen mit vier russischen Panzerkreuzern. Am 31. Januar 1916 kollidierte die München mit dem deutschen Frachter Moskau von der Hanseatischen Dampfschiffahrts GmbH, der daraufhin sank. Am 10. März 1916 wurde die München wieder zum Vorpostendienst in die Nordsee beordert.
In der Skagerrakschlacht kam die München am Abend des 31. Mai 1916 mit Einheiten des III. britischen Kreuzergeschwaders ins Gefecht. Sie erhielt dabei zwei 15,2-cm-Treffer. Vier Mann fielen. Bei dem anschließenden nächtlichen Rückmarsch gab es ein weiteres Gefecht, diesmal mit dem II. britischen Leichten Kreuzergeschwader. Dabei bekam die München zwei weitere Treffer, was vier Tote und 20 Verwundete zur Folge hatte. Das Schiff wurde in Bremen und Wilhelmshaven repariert und war ab dem 30. Juni 1916 wieder einsatzklar.
Bei einem Vorstoß in die Nordsee erhielt der Kreuzer am frühen Morgen des 19. Oktober 1916 einen Torpedotreffer vom britischen U-Boot E38. Aufgrund schwerer Schäden und des Alters wurde die München nicht repariert. Im November 1916 wurde sie außer Dienst gestellt und der II. Bereitschaft zugeteilt. Ab 1918 fungierte sie als Wohnschiff für die Sundwachschiffe.

## Nachkriegszeit
Am 5. November 1919 wurde das Schiff aus der Liste der Kriegsschiffe gestrichen und am 6. Juli 1920 als „Schiff Q“' nach Großbritannien ausgeliefert. Dort wurde die München daraufhin am 25. Oktober 1921 als Torpedo-Ziel im Firth of Forth (Position 56° 7′ 0″ N, 2° 45′ 50″ W) versenkt.

## Kommandanten
| Januar bis März 1905             | Korvettenkapitän / Fregattenkapitän Wilhelm Schäfer                  |
| März bis Mai 1905                | Kapitän zur See Ernst Schaefer                                       |
| Mai bis September 1905           | Korvettenkapitän / Fregattenkapitän Friedrich Schulz (in Vertretung) |
| September 1905 bis März 1906     | Kapitän zur See Ernst Schaefer                                       |
| März bis September 1906          | Korvettenkapitän Ferdinand Thyen                                     |
| Oktober 1906 bis September 1907  | Korvettenkapitän Johannes von Karpf                                  |
| Oktober 1907 bis September 1908  | Korvettenkapitän Ferdinand Bertram                                   |
| September 1908 bis März 1910     | Korvettenkapitän / Fregattenkapitän Johannes von Karpf               |
| März bis November 1910           | Korvettenkapitän Ernst-Oldwig von Natzmer                            |
| November bis Dezember 1910       | Kapitänleutnant Paul Wallenberg (in Vertretung)                      |
| Dezember 1910 bis September 1912 | Korvettenkapitän / Fregattenkapitän Rudolf Bartels                   |
| Oktober 1912 bis März 1915       | Fregattenkapitän / Kapitän zur See Oswald von Studnitz               |
| März bis Dezember 1915           | Korvettenkapitän / Fregattenkapitän Hans-Carl von Schlick            |
| Dezember 1915 bis März 1916      | Fregattenkapitän Fritz Rebensburg                                    |
| März bis September 1916          | Korvettenkapitän Oskar Böcker                                        |
| September 1916 bis November 1916 | Fregattenkapitän Johannes Tietgens                                   |